# Alice Piffer Canabrava
Alice Piffer Canabrava (Araras, 22 de outubro de 1911- São Paulo, fevereiro de  2003) foi uma historiadora, professora universitária e pesquisadora brasileira.
Alice revolucionou o método de pesquisa da História econômica do Brasil. Em vez de buscar informações em escritos de outros pesquisadores, ela mudou a forma de levantar dados sobre a construção da economia do Brasil e das Américas, dedicando-se a procurar registros da época dos acontecimentos que se propunha a pesquisar.

## Vida
Nascida em 1911 na cidade de Araras (São Paulo), no interior de São Paulo, era filha de Otília Piffer, nascida na Áustria e professora de piano, e do fazendeiro Clementino Canabrava. Desde a infância, sofreu a influência dos pais, que sempre reafirmaram o valor do estudo e do trabalho para as mulheres.
Em Araras, cursou todo o ensino primário  e, em seguida, junto com sua irmã Clementina, foi transferida para o Colégio Stafford, em São Paulo, onde cursou o ginásio e concluiu o curso normal na Escola Normal Caetano de Campos da Praça da República, também em São Paulo. Posteriormente, no final da década de 1920, fez o magistério e tornou-se professora do ensino primário. Ingressou na recém-criada Universidade de São Paulo (USP), beneficiando-se de uma política do governo estadual que permitia que professores de escolas públicas cursassem o ensino superior na nova instituição. Todo esse contexto se desenrolava no inicio dos anos 30,  nesse período, Alice cursou História e Geografia na Faculdade de Filosofia, Letras e Ciências Humanas da Universidade de São Paulo.
Seu destaque acadêmico resultou em um convite para assumir a posição de professora assistente de História da América. Esse convite serviu como incentivo para iniciar o processo de mestrado e doutorado à medida que sua carreira tomava novos rumos e desafios .

## Carreira
Alice Canabrava formou-se na Faculdade de Filosofia, Ciências e Letras da Universidade de São Paulo, onde foi influenciada por professores que incentivavam a adoção de métodos interdisciplinares na pesquisa histórica. Esses métodos promoviam a interconexão entre história, geografia e economia, aspectos que marcaram sua abordagem ao longo de sua carreira acadêmica.
Durante as décadas de 1930 e 1940, o Brasil passou por um período de rápida industrialização e urbanização sob a administração de Getúlio Vargas, o que resultou em profundas alterações sociais  e econômicas. Alice Canabrava, atenta ás mudanças do contexto nacional, inseriu-se nesse cenário buscando compreender o desenvolvimento econômico do país através de uma perspectiva histórica.
Alice Canabrava foi influenciada pela Escola dos Annales dando ênfase nos elementos econômicos e sociais. Na história econômica consolidou-se como uma ferramenta essencial para entender as transformações e o desenvolvimento do Brasil, o que a tornou uma referência nesse campo de estudo. 
O mundo acadêmico, junto ao seu fascínio pela economia, levou Alice Canabrava a empregar técnicas de quantificação e análise de dados econômicos e isso possibilitou que Alice introduzisse uma nova abordagem no estudo da história. Explorando questões relacionadas ao comércio, à circulação de riquezas e aos impactos econômicos nas sociedades coloniais, essa abordagem consolidou sua trajetória profissional e fortaleceu o campo da história econômica no Brasil.
Após concluir seu doutorado com a tese O comércio português no Rio da Prata, 1580–1640, que examinava os caminhos clandestinos de prata de Potosí ao Brasil, Alice avançou para o cargo de 1ª assistente na Faculdade de Filosofia, Ciências e Letras da USP. A obra  O Caminho Percorrido, reflete sobre a candidatura de Alice Canabrava ao cargo de professora titular de História Americana na USP (1946) da qual ela não foi nomeada.   Neste mesmo ano, Alice obteve o título de livre-docente com a tese "A Indústria do Açúcar nas Ilhas Inglesas e Francesas do Mar das Antilhas (1697-1755)".
Em 1951, Alice Canabrava foi nomeada professora titular de História Econômica do Brasil na Faculdade de Economia, Administração e Contabilidade da Universidade de São Paulo (FEA-USP), onde, ao término de seu contrato, ela se tornou a primeira mulher da USP a conquistar a posição de catedrática por concurso com a tese "O Desenvolvimento da Cultura do Algodão na Província de São Paulo (1861-1875)"  Em 1961, foi uma das fundadoras da Associação dos Professores Universitários de História (ANPUH) e participou do “Encontro Internacional de Estudos Brasileiros” em 1971, onde debateu importantes questões sobre a historiografia brasileira.
Foi diretora da FEA-USP de 24 de junho de 1954 a 23 de junho de 1957, tendo sido a primeira mulher a ocupar esse cargo. Em 4 de janeiro de 1984, a Congregação da Faculdade lhe concedeu o título de professora emérita. Dentre as pessoas que orientou estão so professores Alcides Ribeiro Soares, Flávio Azevedo Marques Saes, Francisco Vidal Luna e Nelson Hideiki Nozoe.
Na década de 1970, Alice Canabrava realizou contribuições em duas áreas como: as reflexões sobre Von Martius, Varnhagen e Capistrano de Abreu, e a análise da estrutura da propriedade da terra, escravidão e riqueza na capitania de São Paulo utilizando métodos da história quantitativa. Nessas reflexões, Alice discutiu que a acumulação de riqueza em São Paulo se dava a partir de uma dinâmica interna, desprendendo-se da visão de Caio Prado.
Em reconhecimento a sua contribuição para a área acadêmica, Alice Canabrava foi agraciada com o título de Professora Emérita da USP em 1985, mesmo após sua aposentadoria em 1981. Sua influência continua a ser reconhecida e sua trajetória acadêmica permanece na história da pesquisa histórica e econômica no Brasil. 

## Contribuições
Além do pioneirismo que cerca a carreira profissional da Alice Piffer Canabrava, suas pesquisas sobre história econômica do Brasil também possuem grande relevância para a historiografia brasileira. Na década de 1940, no Brasil, a História Econômica ainda não era uma disciplina bem definida. As duas teses que Alice Canabrava apresentou à cátedra de História da América na Faculdade de Filosofia, Ciências e Letras da USP, pelas quais obteve os títulos de doutora e livre-docente, podem ser consideradas pesquisas em História Econômica. As obras; "O comércio Português no Rio Prata, 1580-1640" (1942), "A indústria do Açúcar nas ilhas Inglesas e Francesas do Mar das Antilhas, 1697-1755 (1946) e "O Desenvolvimento da Cultura do Algodão na Província de São Paulo, 1861-1875" (1951), são o ponto central das primeiras pesquisas históricas de Alice Canabrava, estabelecendo uma ligação clara e direta com o campo da história econômica. Canabrava se dedicou a investigar as dinâmicas econômicas e suas relações com o desenvolvimento histórico, consolidando-se como uma das pioneiras na aplicação de métodos econômicos à análise histórica no Brasil.
A obra de Alice Canabrava é diferente dos estudos de outros autores de sua geração em diversos aspectos. Os seus objetivos de pesquisa, método e fontes utilizadas refletem, em sua grande maioria, na formação adquirida no curso de História e Geografia da Faculdade de Filosofia da USP. Canabrava preferiu se concentrar seus estudos em monografias, focados em análises detalhadas e específicas. O historiador e sociólogo, Sérgio Buarque de Holanda, já havia mencionado a Alice Canabrava em um comentário a respeito de suas obras:
| “ | Se os modernos estudos de história econômica, tais como, entre nós, vem praticando especialmente Alice P. Canabrava, podem ser responsabilizados até certo ponto pela renúncia às vastas sínteses em proveito de trabalhos monográficos, ninguém negará que tendem a oferecer, por outro lado, algumas vantagens claras. Entre elas a de contribuírem para desfazer as ilusões raciais, políticas ou nacionais que por tanto tempo vem perseguindo certos espíritos | ” |
|   | — Sérgio Buarque de Holanda, A obra de Alice Canabrava na historiografia brasileira (SAES, F. A. M. DE. A obra de Alice Canabrava na historiografia brasileira. História Econômica & História de Empresas, v. 2, n. 2, 6 jul. 2012.). |   |

## Legado
Alice Canabrava deixou um grande legado em diferentes áreas. No âmbito social, foi defensora dos trabalhadores pobres e das mulheres brasileiras, no campo acadêmico foi responsável pela cadeira de História Econômica Geral e do Brasil do curso de Ciências Econômicas da Universidade de São Paulo, tornando-se a primeira mulher da universidade a atingir a posição de Catedrática. Canabrava escreveu livros como O açúcar nas Antilhas e O Comércio Português no Rio da Prata, que moldaram as dinâmicas sociais e econômicas do colonialismo europeu nas Américas, além de impactar o ensino infantil ao escrever livros pedagógicos com novas metodologias e abordagens do ensino.
A tese O Comércio Português no Rio da Prata  revelou as vias clandestinas pelas quais a prata extraída das minas de potosí, localizadas no atual território da Bolívia, fluía para o Brasil durante o período colonial. Esse trabalho foi amplamente elogiado pela crítica tanto nacional quanto internacional, devido à sua profundidade e originalidade. 
Embora não tenha sido o primeiro estudo de História Econômica realizado no Brasil, essa pesquisa se destacou por introduzir na historiografia econômica brasileira métodos e técnicas de pesquisa extremamente avançados para a época. Entre as inovações, destacou-se o uso intensivo de fontes primárias, que proporcionou uma base documental sólida para as conclusões do estudo. Esses métodos e técnicas modernizaram a pesquisa acadêmica brasileira e permaneceram incorporados nos estudos universitários por um longo período, influenciando gerações de historiadores e economistas.

## Morte
Alice Canabrava morreu em São Paulo em 2003

## Livros
- Desenvolvimento da cultura do algodão na província de São Paulo: 1861-1875 (1951)
- O comércio português no Rio da Prata (1942) tese de doutorado
- História econômica: estudos e pesquisas (2005)